# أبخازيا العليا

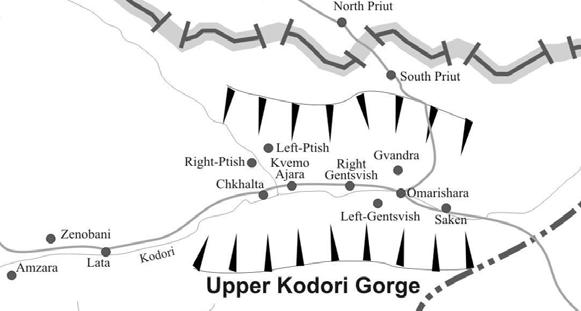
مضيق كودوري العلوي ومستوطناته

أبخازيا العليا (بالجورجية: ზემო აფხაზეთი، تُنطق: زيمو أبخازتي؛ بالأبخازية: Аҧсны хыхьтәи، تُنطق: أبسني خَخْيْتْوي)، هو مصطلح جغرافي وإداري يُطلق على منطقة تقع في شمال شرقي إقليم أبخازيا المتنازع عليه، ويُعرف رسميًا باسم بلدية أزهارا. استُخدم هذا المصطلح لأول مرة عام 2006 للإشارة إلى الجزء الشمالي الشرقي من أبخازيا الذي ظل تحت السيطرة الجورجية بعد حرب أبخازيا عام 1992.
في الفترة ما بين سبتمبر 2006 وأغسطس 2008، كانت قرية تشخالطا، وهي أكبر قرى المنطقة، تحتضن حكومة جمهورية أبخازيا ذاتية الحكم، وكانت مقرًا لبلدية أزهارا. انتهى هذا الوضع في أعقاب معركة وادي كودوري في أغسطس 2008، حين سيطرت القوات الروسية والأبخازية على المنطقة، والتي كانت آنذاك آخر جزء من أبخازيا خارج سيطرة السلطات الانفصالية.
وعلى الرغم من فقدان جورجيا للسيطرة الفعلية على المنطقة، فإن الحكومة الجورجية أبقت على الوضع البلدي لأبخازيا العليا قائمًا من الناحية القانونية، في إطار موقفها الرافض للاعتراف بالتعديلات الإدارية التي أجرتها الجمهورية الانفصالية. ويقع المقر الحالي لحكومة بلدية أزهارا في المنفى في العاصمة الجورجية تبليسي.

## جغرافيا
من الناحية الجغرافية، ضمت أبخازيا العليا الجزء العلوي من وادي كودوري، وسلسلة جبال تشخالطا، وممر ماروخي الواقع على الحدود مع الاتحاد الروسي. بلغ عدد سكان المنطقة نحو 2000 نسمة، معظمهم من الجورجيين الإثنيين، وتحديدًا من قومية السوان. وتُقدّر مساحة المنطقة بحوالي 29% من أراضي أبخازيا، وتكمن أهميتها الاستراتيجية الكبرى في قربها من العاصمة الأبخازية سخومي، التي تسيطر عليها السلطات الانفصالية، فضلًا عن قربها من مدن أخرى مهمة في الإقليم.

## التاريخ
برز مصطلح "أبخازيا العليا" على نطاق واسع في خطابات المسؤولين الجورجيين ووسائل الإعلام الجورجية ابتداءً من يوليو 2006، في أعقاب عملية ناجحة نفذتها القوات الجورجية في وادي كودوري، ما عزز من حضور الدولة الجورجية في المنطقة. قبل ذلك، كانت الحكومة الجورجية تمارس سيطرة محدودة جدًا على المنطقة، رغم أن القوات الانفصالية الأبخازية لم تتمكن يومًا من دخول وادي كودوري، الذي كان يخضع منذ عام 1994 لسيطرة زعيم الحرب المحلي إمزار كفيتسياني، حتى أطاحت به عملية أمنية جورجية في عام 2006.
في 27 سبتمبر 2006، في الذكرى الثالثة عشرة لسقوط مدينة سخومي بيد المتمردين الأبخاز وحلفائهم من شمال القوقاز (عام 1993)، أعلنت الحكومة الجورجية إعادة تسمية منطقة كودوري والمناطق المجاورة الخاضعة لها باسم "أبخازيا العليا"، واعتبارها "مركزًا إداريًا مؤقتًا" لإقليم أبخازيا، ومقرًا لحكومة أبخازيا الشرعية. وعلى الرغم من احتجاجات الانفصاليين الأبخاز والحكومة الروسية، افتُتح في اليوم نفسه مقر جديد للحكومة الشرعية في المنطقة، بحضور وفد رفيع المستوى من العاصمة تبليسي، ضم الرئيس ميخائيل ساكاشفيلي والبطريرك إيليا الثاني، الكاثوليكوس ورأس الكنيسة الأرثوذكسية الجورجية.
شهدت المنطقة لاحقًا برنامج إعادة تأهيل واسع النطاق، شمل إعادة بناء البنية التحتية وتعزيز الخدمات الأمنية. كما أنشأت اللجنة الانتخابية المركزية في جورجيا دائرة انتخابية لأبخازيا العليا، مما أتاح لسكان المنطقة المشاركة – ولأول مرة في تاريخ جورجيا – في الانتخابات البلدية لعام 2006.
في 12 أغسطس 2008، وخلال حرب أوسيتيا الجنوبية، سيطرت القوات الروسية والأبخازية على منطقة أبخازيا العليا في معركة وادي كودوري، لتُستكمل بذلك السيطرة الكاملة على الإقليم من قبل التحالف الروسي الأبخازي.

## روابط خارجية
- التاريخ التفصيلي لأبخازيا العليا (مصدر جورجي)